# Parectropis extersaria
Parectropis extersaria là một loài bướm đêm trong họ Geometridae.